# Hamburger Stadtentwässerung
Die Hamburger Stadtentwässerung (kurz HSE) ist ein Unternehmen der Abwasserwirtschaft.
Es sammelt das Abwasser Hamburgs und einiger Umlandgemeinden in unterirdischen Kanälen (in Hamburg auch Siele genannt) und leitet es zur Reinigung zum Klärwerksverbund Köhlbrandhöft/Dradenau. Im Jahresdurchschnitt sind dies täglich rund 410.000 Kubikmeter.
Das Unternehmen verfügte im Jahr 2017 über 1.022 Mitarbeiter, aufgeteilt in 613 Angestellte und 409 gewerbliche Mitarbeiter. Im Dezember 2004 befanden sich insgesamt 30 Auszubildende im Unternehmen, davon 17 in der Ausbildung zur Fachkraft für Abwassertechnik, 2 zur IT-Fachkraft und 11 im kaufmännischen Bereich.
Die Hamburger Stadtentwässerung und die Hamburger Wasserwerke bilden seit dem 1. Januar 2006 Gleichordnungskonzern Hamburg Wasser.

## Tätigkeitsbereich
Die HSE ist in den Bereichen Gewässerschutz und Grundwasserschutz, Abwasserableitung und -behandlung, Schlammbehandlung und Reststoffverwertung tätig. Diese Dienstleistungen bietet die HSE auch kommunalen Auftraggebern an, bis hin zur Übertragung der Gesamtaufgabe der Abwasserentsorgung einer Gemeinde.

## Geschichte

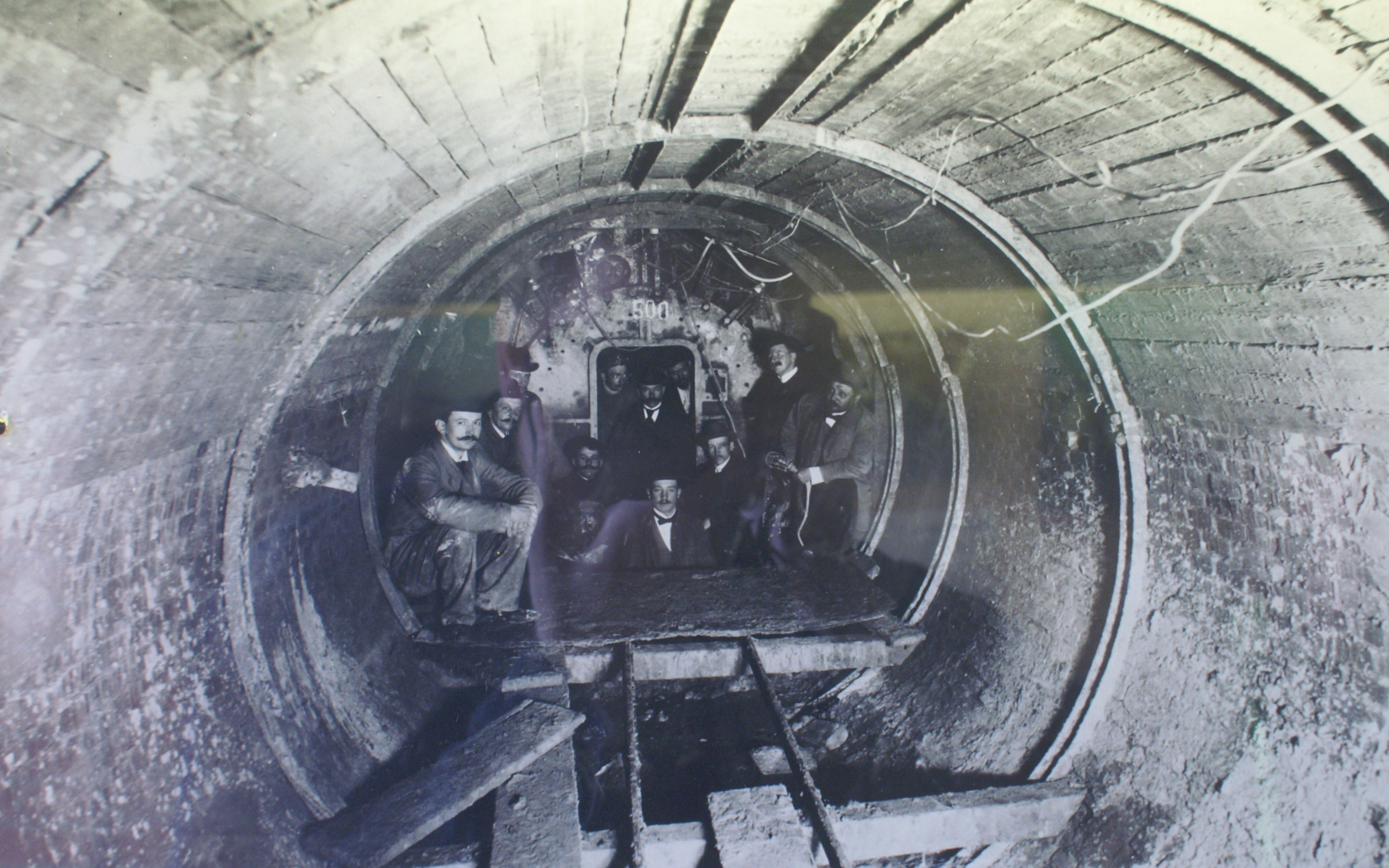
Bau der Hamburger Stadtentwässerung, 1879

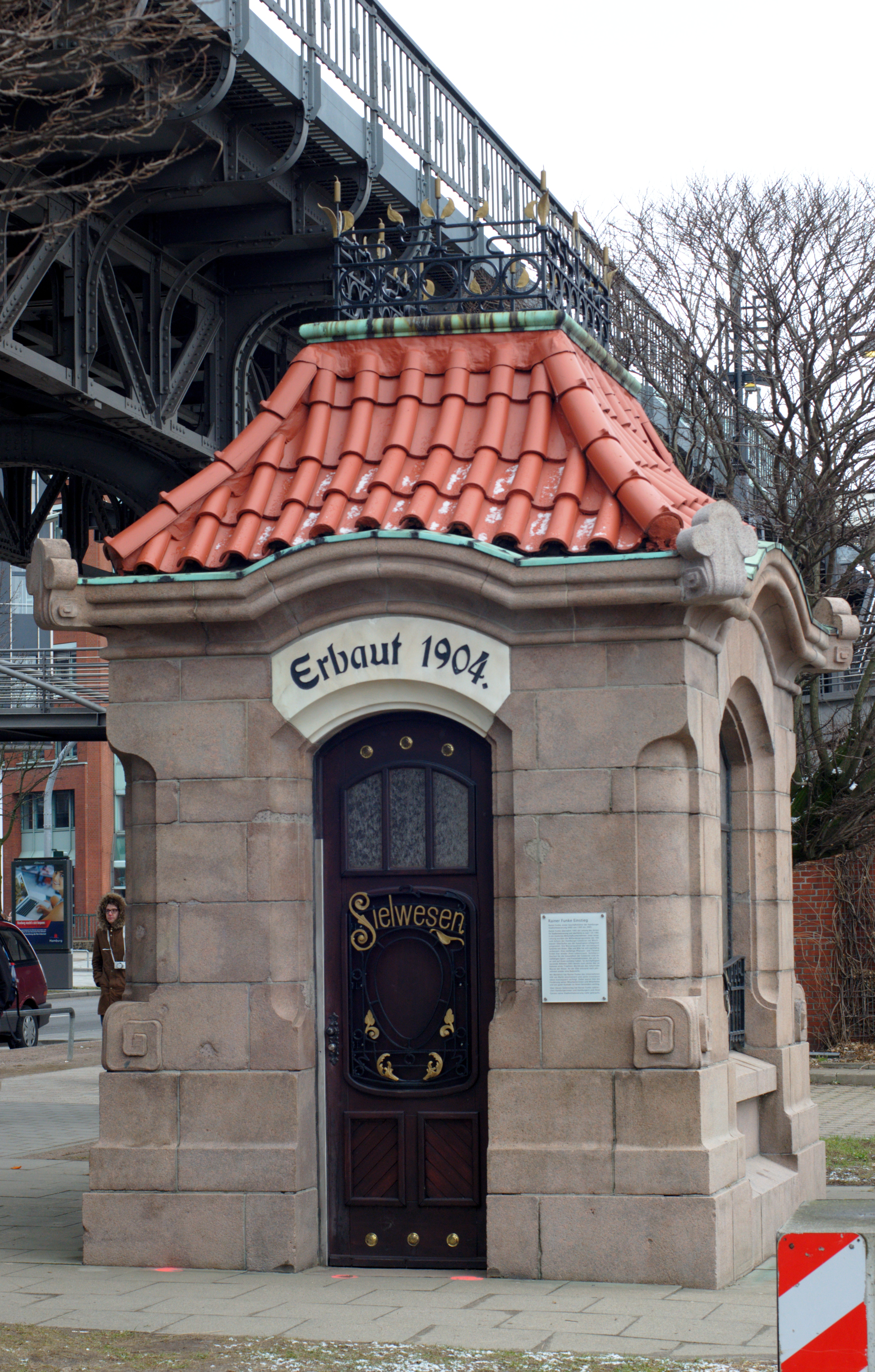
Historisches Eingangsgebäude zu den Hamburger Sielen

Die Hamburger Stadtentwässerung besteht seit rund 160 Jahren und hat sich am 1. Januar 1995 von einer Behörde zum Unternehmen gewandelt.
Nach dem Großen Brand im Mai 1842 erhielt der englische Ingenieur William Lindley den Auftrag, eine Kanalisation in Hamburg zu bauen.
Hamburgs innerstädtisches Sielnetz – es ist das älteste Kontinentaleuropas, nur in England war seinerzeit bereits eine Kanalisation vorhanden – umfasst 943 Kilometer. Sein Bau begann 1842 und war 1910 weitgehend abgeschlossen. Diese Kanäle – in Hamburg Siele genannt – sind bis zu 4,70 Meter breit und 3,85 Meter hoch. Sie bilden auch heute noch das Rückgrat der innerstädtischen Kanalisation. Es ist auf das Pumpwerk Hafenstraße ausgerichtet und umfasst mehr als 80 Mischwasserüberläufe.
Ab 1967 entstand ein rund 100 Kilometer langes zweites, tiefliegendes Kanalnetz aus Sammlern und Transportsielen. Das neue Netz entlastete das alte System so weit, dass es seitdem systematisch untersucht, erneuert bzw. saniert werden konnte.
Seit Oktober 1999 gehört auch die Beprobung und Analyse der Einleitungen aus Industrie und Gewerbe (den so genannten Indirekteinleitern) zum Aufgabenspektrum der HSE-Labore.
Seit Ende 2003 entsorgt die HSE das Abwasser der rund 65.000 Einwohner von Buxtehude, Neu Wulmstorf und Apensen.
Seit dem Einbau einer neuen Gasmotorenanlage Mitte 2004 kann das gesamte auf Köhlbrandhöft erzeugte Faulgas verstromt werden.

## Abwassernetz
Die HSE sammelt das Abwasser aus einem Einzugsgebiet von rund 300 Quadratkilometern im Sielnetz mit einer Länge von insgesamt rund 5.400 Kilometern mit 200.800 Hausanschlüssen.
Im Kanalkataster der HSE sind 5.600 km eigenes und fremdes Kanalnetz technisch und geodätisch dokumentiert. Basis hierfür ist ein geodätisch orientiertes Informationssystem. In diesem System werden alle netzrelevanten Informationen in einem räumlichen Bezug zur Stadttopographie erfasst und abgebildet.

### Mischverfahren
Die Länge der Mischwassersiele beträgt ca. 1.200 km.
Innerhalb des Mischsystems existieren in der Nähe von Gewässern unterirdische Notventile, die sog. Mischwasserüberläufe, die das Überfluten der Straßen bei Starkregen weitgehend verhindern.

#### Entlastungskonzepte
Rückgrat des Alsterentlastungskonzepts sind die Transportsiele Winterhude und Alsterdorf. Bei starkem Regen entlasten diese das darüber liegende Sielnetz. Bereits kurz nach Regenbeginn wird die gesamte Verschmutzung der Straßen ins Siel gespült und sorgt für besonders verschmutztes Mischwasser. Genau dieses Wasser wird durch die Transportsiele auf direktem Weg zum Klärwerk gebracht. Diese Transportsiele sind auf gesamter Strecke mit keinem Gewässer verbunden.
Einen weiteren Eckpfeiler des Alsterentlastungskonzepts bilden sechs Mischwasser-Rückhaltebecken mit einem Fassungsvermögen zwischen 7.000 und 25.000 Kubikmetern. In ihnen werden die Mengen an Wasser zwischengespeichert, die die Kanalisation bei starkem Regen nicht mehr aufnehmen kann. Nach Ende des Regens, wenn das Kanalnetz wieder aufnahmefähig ist, also keine Überlaufgefahr mehr besteht, wird das zwischengespeicherte Wasser in das Kanalnetz zurückgepumpt bzw. abgelassen.
Zwei neue Rückhaltebecken schützen die Bergedorfer Stadtgewässer und die Bille ab 2008 vor Mischwasserüberläufen.

### Trennverfahren
Das Leitungssystem für Schmutzwasser hat eine Länge von ca. 2.250 Kilometer, das für Regenwasser eine von ca. 1.700 Kilometern. Das Regenwasser von den befestigten Flächen wird entweder über das Erdreich versickert oder auf möglichst kurzem Fließweg in ein örtliches Gewässer eingeleitet. Das Schmutzwasser wird vollständig zum Klärwerk geleitet und dort gereinigt.

### Druckentwässerung
In den flachen Entwässerungsgebieten, wie z. B. Vier- und Marschlande, Francop und Neuenfelde, erfolgt die Ableitung des Schmutzwassers von 6.965 Hausanschlüssen (2004) über ein Druckentwässerungssystem von ca. 200 km Länge. In diesen Gebieten existiert keine Regenkanalisation.

## Klärwerk

### Abwasserbehandlung

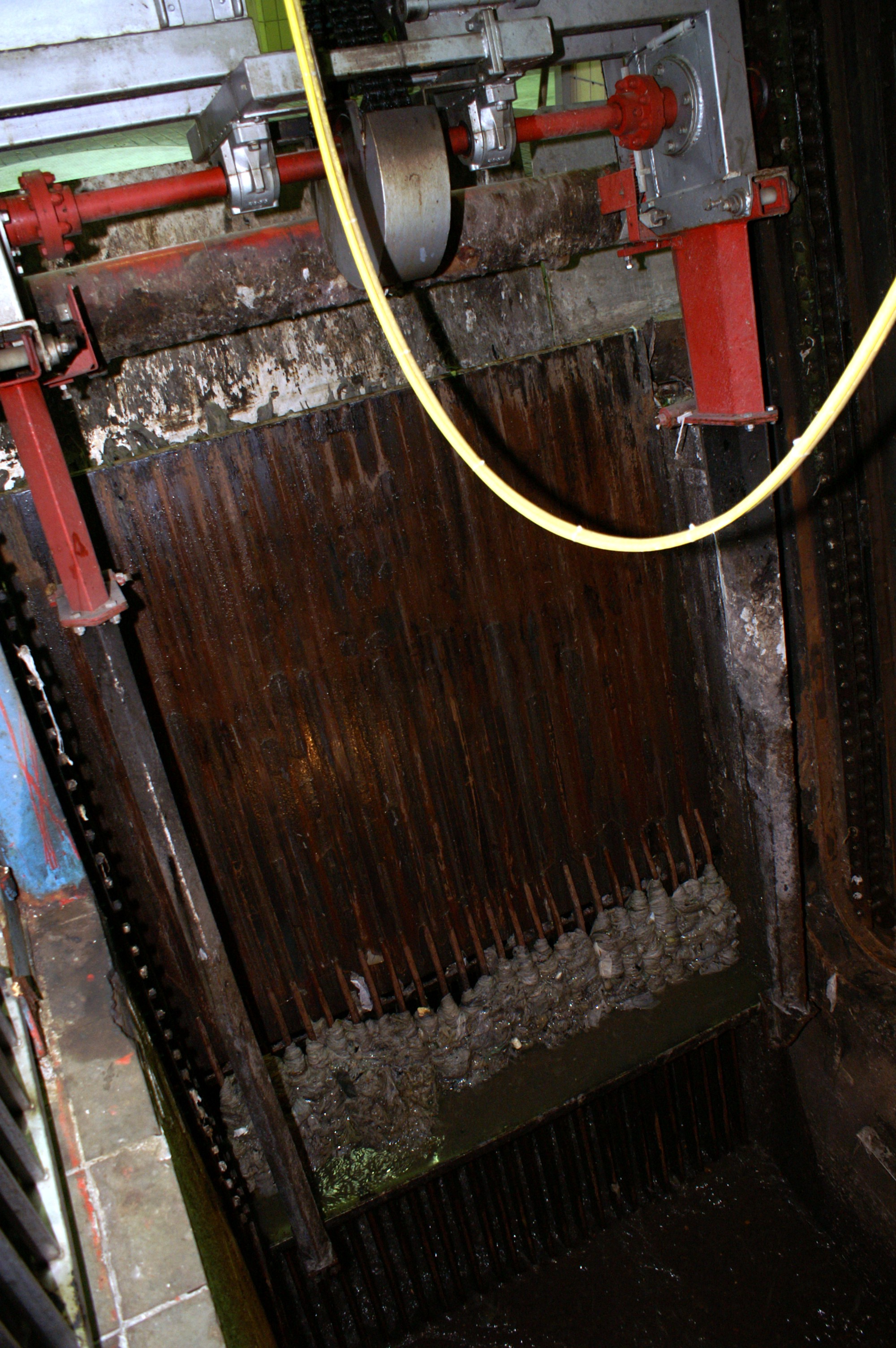
Rechenanlage

Bei Trockenwetter liegt der Abwasserzufluss bei durchschnittlich vier bis fünf Kubikmetern pro Sekunde. Eine Menge, die sich bei starken Niederschlägen auf bis zu 17 Kubikmeter pro Sekunde erhöhen kann. Im Jahresdurchschnitt werden im Klärwerksverbund Köhlbrandhöft/Dradenau rund 150 Millionen Kubikmeter Abwasser gereinigt.
Das Klärwerk Köhlbrandhöft bildet die erste Reinigungsstufe mit der mechanischen Behandlung, wo bereits nahezu ein Drittel der enthaltenen Schmutzstoffe aus dem Abwasser entfernt wird. Die zweite Reinigungsstufe befindet sich auf dem Klärwerk Dradenau. Hierfür wird das vorgereinigte Abwasser von Köhlbrandhöft durch eine 2,3 km lange Verbindungsleitung in 80 m Tiefe unter dem Köhlbrand hindurch geleitet und im Klärwerk hochgepumpt. In den Belebungsbecken bauen die hier vorhandenen Mikroorganismen die im Abwasser enthaltenen Kohlenstoff- und Stickstoffverbindungen auf natürliche Art und Weise ab. Für diese Stoffwechselprozesse ist viel Sauerstoff nötig, der zunächst durch große Oberflächenbelüfter unter hohem Energieaufwand in das Abwasser eingetragen wurde. Ab 2008 wurden die 16 Belebungsbecken des Klärwerk Dradenau sukzessive auf Druckbelüftung umgestellt, die eine deutliche Energieeinsparung verspricht. Diese Umstellung wurde im Frühjahr 2011 abgeschlossen, so dass es bei der HSE nun keine Oberflächenbelüfter mehr gibt.
Die Abtrennung des Belebtschlamms vom Abwasser erfolgt in den Nachklärbecken, der zweiten und zugleich letzten Stufe der biologischen Abwasserbehandlung. Als Rücklaufschlamm wird er mit dem mechanisch vorbehandelten Abwasser gemischt und erneut in die Belebungsbecken geleitet. Durch ständige Vermehrung der Mikroorganismen entsteht ein Überschuss an Schlamm, der abgezogen, zum Klärwerk Köhlbrandhöft gepumpt, eingedickt und in die Faultürme zur Gewinnung von Klärgas gegeben wird. Das gereinigte Abwasser wird in den Köhlbrand eingeleitet. Das Abwasser hat bis dahin zwischen 7 und 30 h, im Mittel 24 h, im Klärwerksverbund verbracht.

### Schlammbehandlung und Reststoffverwertung
Während der verschiedenen Behandlungsschritte des Abwassers werden täglich etwa 4.000 Kubikmeter Klärschlamm abgetrennt. Es handelt sich dabei um den Primärschlamm aus der mechanischen und den Überschussschlamm aus der biologischen Abwasserbehandlung. Bevor der Klärschlamm in die Faultürme gelangt, wird er durch Absetzen oder Zentrifugieren eingedickt. Daneben werden jährlich über 100.000 Tonnen organische Reststoffe im Rahmen externer Leistungen auf dem Klärwerk Köhlbrandhöft angenommen und der Schlamm- bzw. Reststoffbehandlung zugeführt.
Phosphor wird aus dem Abwasser durch chemische Fällung entfernt. Dies geschieht durch Dosierung von Eisensalzen vor der biologischen Reinigung. Mit den im Abwasser vorhandenen Phosphatsalzen bilden sich unlösliche Flocken, die sich zusammen mit dem Belebtschlamm abtrennen lassen.
Das bei der Schlammentwässerung anfallende Schlammwasser – auch Zentrat genannt – macht trotz des relativ kleinen Volumenstroms etwa 30 % der Stickstoffbelastung im Zulauf der biologischen Reinigung aus. Daher wird dieser Teilstrom durch das eigens von der Hamburger Stadtentwässerung entwickelte Store-and-Treat-Verfahren biologisch behandelt. So können im Klärwerksverbund zusätzlich rund 1800 kg Stickstoff pro Tag eliminiert werden.

#### Energiekonzept

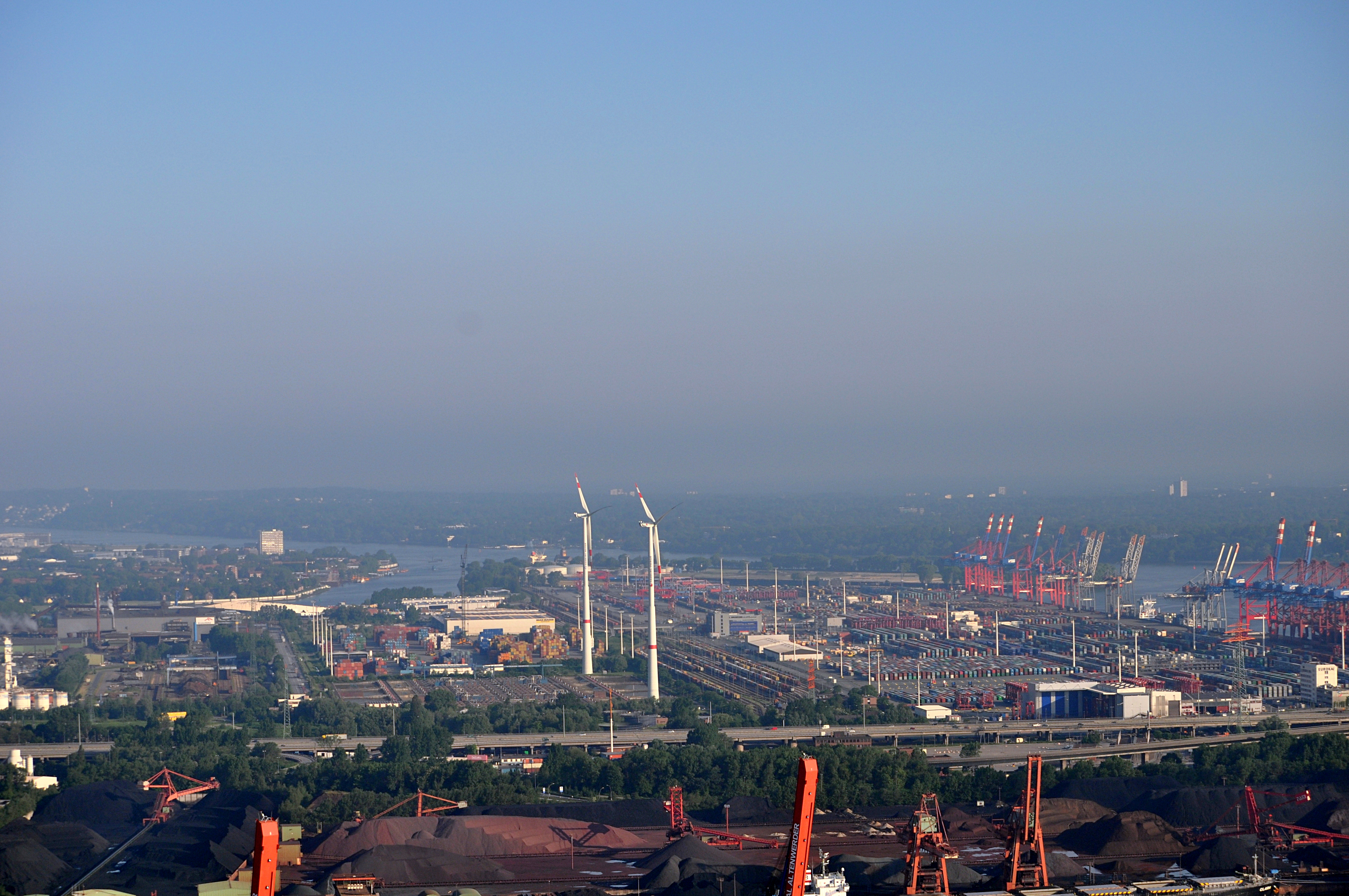
Nordex N100/2500 mit 140-m-Ortbeton-Stahl-Hybridturm im Hamburger Hafen (Klärwerk Dradenau)

Die Klärschlammverbrennung eingeschlossen, verbraucht der Klärwerksverbund jährlich rund 115 Millionen Kilowattstunden elektrischer Energie.
Die im Klärschlamm enthaltene Energie wird konsequent genutzt. In einem kombinierten Gas- und Dampfturbinenprozess der VERA Klärschlammverbrennung werden rund 72 Millionen Kilowattstunden Strom und 74 Millionen Kilowattstunden Wärme erzeugt. Ergänzt wird die Energieversorgung durch die Produktion zweier 2010 auf dem Gelände des Klärwerks Dradenau errichteter Windkraftanlagen des Typs Nordex N100/2500, die zusammen ca. 14 Mio. kWh elektrischer Energie pro Jahr liefern. Dadurch liegt die Eigenproduktionsquote des Klärwerksverbundes für Strom und Wärme bei 100 %.
Die HSE hat in den vergangenen Jahren Stück für Stück alle 16 Belebungsbecken auf Druckbelüftung umgerüstet. Damit können insgesamt
rund 10.000 Tonnen CO2-Ausstoß pro Jahr vermieden werden, die Stromeinsparung liegt bei 17 Millionen Kilowattstunden.

#### Faultürme

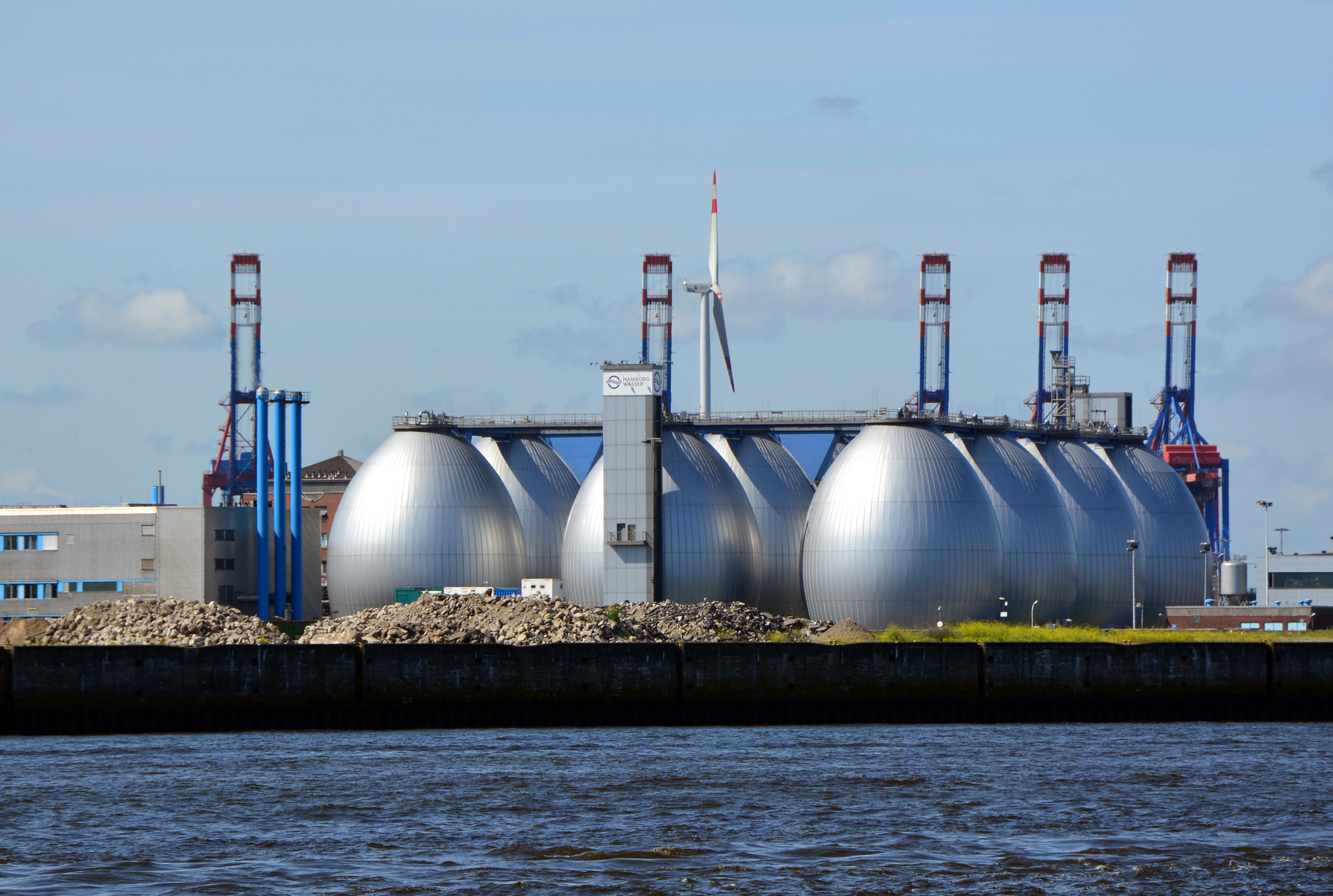
Faultürme des Klärwerks Köhlbrandhöft der Hamburger Stadtentwässerung

Zehn jeweils 8.000 Kubikmeter fassende, 30 Meter hohe Faultürme sind ein weithin sichtbarer Blickfang im Hamburger Hafen. Ihre ehemals sichtbare Betonverschalung ist heute mit silberfarbenem Metall verkleidet. Sieben der Türme sind in verschiedenen Farben beleuchtbar, zusätzlich können auf die vier Fronttürme verschiedene Motive projiziert werden.
Unter ständiger Umwälzung bei einer konstanten Temperatur von rund 35 Grad Celsius fault hier der Klärschlamm aus. Unter Luftabschluss, also anaeroben Bedingungen, zersetzen Bakterien etwa 50 % der organischen Substanz zu Methan, Kohlendioxid und Wasser. Aus organischen Stickstoffverbindungen entstehen wasserlösliche Ammonium-Verbindungen. Pro Tag werden im Mittel 84.000 Kubikmeter Faulgas erzeugt, die in der Klärschlamm-Verbrennungsanlage VERA zur Stromerzeugung genutzt werden. Ein Teil des Gases wird gereinigt und in das Hamburger Gasnetz eingespeist.

### Labor
Der Hamburger Stadtentwässerung stehen zwei Laboratorien zur Verfügung. Diese Analysen sind notwendig für die verfahrenstechnische Steuerung der Klärwerke, für die Überwachung und Kontrolle des behandelten Abwassers und zum Aufspüren von Gift- und anderen verbotenen Stoffen, die unerlaubt in das Sielnetz eingeleitet werden. In den Laboren werden auch die Ablaufwerte der Kläranlagen, insbesondere der biochemische Sauerstoffbedarf und der chemische Sauerstoffbedarf überwacht.

## Reststoffe
Als Reststoff verbleiben pro Tag rund 48 Tonnen Asche, die eingeschmolzen als Baustoff genutzt werden. Aus der Rauchgasreinigung kommen noch gut sechs Tonnen Gips hinzu, die ebenfalls in der Bauindustrie Verwendung finden. Allein der Schwermetallschlamm – im Jahr 2004 waren es 210 Tonnen – muss noch als Sonderabfall deponiert werden.

## Neubau und Sanierung von Sielen
Um einen Überblick über die Leistungsfähigkeit eines Kanalnetzes zu erhalten und um Dimensionierungen vorzunehmen, kann die HSE auf einen Erfahrungsschatz von mittlerweile 25 Jahren bei hydrodynamischen Simulationsrechnungen zurückgreifen. Mit diesen Berechnungsverfahren lassen sich die Fließvorgänge im Kanalnetz mit Hilfe mathematischer Modelle realistisch abbilden und Neu- und Umbaumaßnahmen wirtschaftlich planen.
Die Hamburger Stadtentwässerung setzt diverse Bauverfahren ein, wobei der Aufwand, die Kosten sowie die örtlichen Gegebenheiten über den Einsatz der jeweiligen Bautechnik bzw. des Verfahrens entscheiden. Die eingesetzten Verfahren sind:
- Offene Bauweise
- Halboffene Bauweise
- Unterirdische Bauweise
- Schlauchlining
- Rohrrelining
- Stollenbauweise
- Spülbohrverfahren

## Aktuelles

### Projekte
Das internationale Projekt „Urban Water Cycle“ (UWC) wird vom EU-Regionalfonds gefördert
und läuft seit Oktober 2004. Die vier UWC-Partner aus Deutschland, den Niederlanden, England und
Dänemark untersuchen in bis zum Jahr 2007 wasserwirtschaftliche Probleme in Großstadtgebieten und erarbeiten Lösungsstrategien. HSE und die Behörde für Stadtentwicklung und Umwelt betreuen in diesem Rahmen drei Teilprojekte in Hamburg:
In den Einzugsgebieten Mittlere Bille, Isebekkanal und Wandsbeker Gehölzgraben werden unterschiedliche Methoden zur Verbesserung der Frischwasserzufuhr und der Reduktion von Schmutzeinträgen getestet.
Bei den St. Pauli-Landungsbrücken bestand bis März 2009 das Abwasser- und Sielmuseum. Neben historischen Reinigungsgeräten hatten Mitarbeiter der Hamburger Stadtentwässerung (HSE) die erstaunlichsten Gegenstände – Gebisse, die Mode der letzten Jahrzehnte, Kinder- und Einkaufswagen, sogar eine Schubkarre – aus den Abwasserfluten geborgen und diese zu einer Ausstellung zusammengetragen. Am Zusammenfluss zweier alter Siele ließen sich Abwasser „live“ erleben und „erschnuppern“.

## Abwärmenutzung
2023 gaben Hamburg Wasser und die Hamburger Energiewerke den Auftrag für den Bau von vier Groß-Wärmepumpen im Klärwerk Dradenau. Die Wärmepumpen sollen nach Inbetriebnahme im Jahr 2025 im Abwasser enthaltene Wärme nutzbar machen und ins Hamburger Fernwärmenetz einspeisen, um die Hamburger Wärmeversorgung sukzessive zu dekarbonisieren. Insgesamt sollen die Wärmepumpen Fernwärme für ca. 39.000 Haushalte liefern und pro Jahr etwa 66.000 Tonnen Kohlenstoffdioxid einsparen.